# 克里斯蒂安·诺尔
克里斯蒂安·诺尔，美国歌手、演员，以台上表演及音樂劇成名。出生於紐約市，生長於紐澤西。

## 外部連結
- 官方網站 （页面存档备份，存于）
- 2006年演出回顧
- 2006年專訪 （页面存档备份，存于）
- 專輯回顧
- 專輯列表 （页面存档备份，存于）
- 照片 （页面存档备份，存于）
- Bravo Broadway's website